# Fraternidade

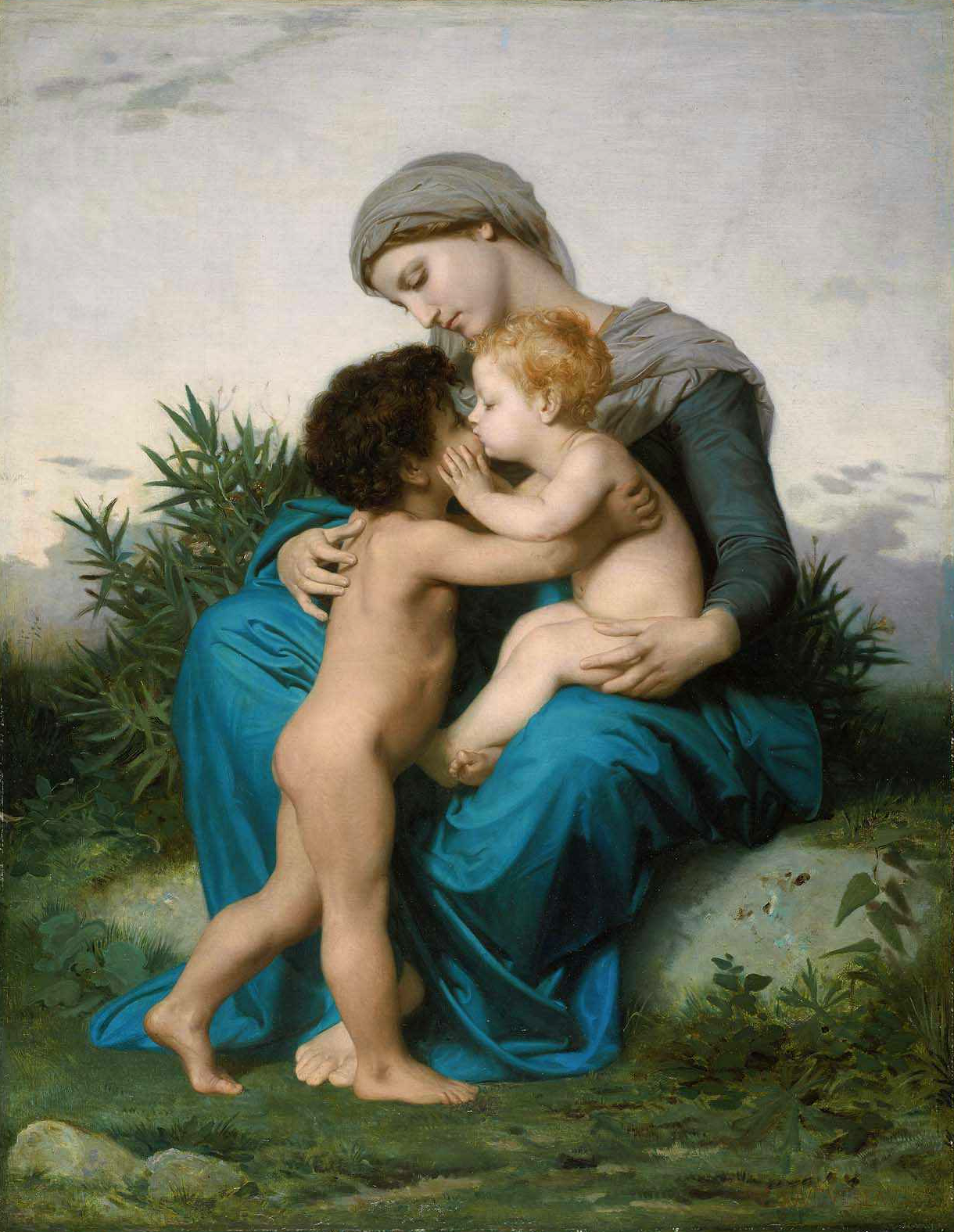
"Amor Fraternal", obra de Bouguereau (1851)

A fraternidade é um conceito filosófico profundamente ligado às ideias de liberdade e igualdade e com as quais forma o tripé que caracterizou grande parte do pensamento revolucionário francês. "Liberdade, Igualdade e fraternidade".
A ideia de fraternidade estabelece que o homem, como animal político, fez uma escolha consciente pela vida em sociedade e para tal estabelece com seus semelhantes uma relação de igualdade, visto que em essência não há nada que hierarquicamente os diferencie: são como irmãos (fraternos). Este conceito é a peça-chave para a plena configuração da cidadania entre os homens, pois, por princípio, todos os homens são iguais. De uma certa forma, a fraternidade não é independente da liberdade e da igualdade, pois para que cada uma efetivamente se manifeste é preciso que as demais sejam válidas.
A fraternidade é expressa no primeiro artigo da Declaração universal dos direitos do homem quando ela afirma que todos os homens nascem livres e iguais em dignidade e direitos. São dotados de razão e de consciência e devem agir uns para com os outros em espírito de fraternidade.
A palavra é eventualmente confundida com a expressão caridade e solidariedade, embora elas tenham significados radicalmente diferentes. A fraternidade expressa a dignidade de todos os homens, considerados iguais e assegura-lhes plenos direitos (sociais, políticos e individuais).
Há alusões históricas de que a Maçonaria participou efetivamente da revolução Francesa, Malapert, orador do Supremo Conselho da França, escreveu em 1874, na revista La Chaine d´Union, " Para a prática da vida, procuramos uma formula capaz de reunir todas as condições desejáveis:“Liberté, Egalité, Fraternité” (“Liberdade, Igualdade, Fraternidade”).
é a que melhor corresponde às aspirações dos maçons". Que foram aceitas por todas as Lojas e os grandes homens da Revolução, maçons em grande parte, adotaram-na para divisa da República Francesa. A fraternidade é boa para o convívio social.

## Os temas relacionados são
- Igualdade
- Liberdade
- Progresso
- Paz
- Amor
- Justiça
- Humanidade
- Verdade
- Amizade
- Confraternização Universal
- Religião
- Festa
- Vida
- união